# Ernährungssonde
Als Ernährungssonde bezeichnet man einen Schlauch, der in den Magen-Darm-Trakt eines Patienten eingebracht wird, um ihn mit Sondennahrung zu versorgen, wenn er selbst nicht in ausreichendem Maße Nahrung oder Flüssigkeit zu sich nehmen kann.
Häufig eingesetzt werden:
- transnasale Magensonde, die durch die Nase, den Rachen und die Speiseröhre in den Magen vorgeschoben wird. Diese Technik wird angewandt, wenn nur eine kurzfristige Störung (zwischen zwei und vier Wochen) der Nahrungsaufnahme vorliegt.
- Perkutane endoskopische Gastrostomie (PEG-Sonde), um einen Patienten langfristig mit Sondennahrung zu versorgen.
- Perkutane endoskopische Jejunostomie, um einen Patienten langfristig mit Sondennahrung zu versorgen, wenn eine Magenentleerungsstörung vorliegt.